# Judyta
Judyta – imię żeńskie pochodzenia biblijnego. Wywodzi się od hebrajskiego słowa יהודית Yəhûḏîṯ oznaczającego „mieszkanka Judei” lub „chwalona”.
Odważnej wdowie, która uśmierciła asyryjskiego wodza Holofernesa i uratowała przez to swoje miasto rodzinne Bethulię oraz Jerozolimę, poświęcono jedną z ksiąg Starego Testamentu: Księgę Judyty. W piśmiennictwie po polsku imię wystąpiło w roku 1085 jako Judyt i 1283 jako Judyta oraz jako Juta w 1252.
Judyta imieniny obchodzi: 7 stycznia, 9 stycznia, 28 stycznia, 16 lutego, 6 maja, 2 września, 18 października, 14 listopada, 10 grudnia i 22 grudnia.
W styczniu 2024 w rejestrze PESEL, wśród publicznie dostępnych danych, wykazano 9817 kobiet o imieniu Judyta nadanym jako imię pierwsze oraz 3833 kobiety noszące imię Judyta jako imię drugie. Dla porównania, najczęściej nadane imię żeńskie – Anna – nosi 1072616 osób.

## Imię Judyta w innych językach[9]
- łacina – Iudith, Judith, Iuditha, Juditha
- angielski – Judith
- białoruski – Judzita
- czeski – Judita, Jitka, Juta
- francuski – Judith
- hiszpański – Judit
- niemieckl – Judith, Juditha, Jutta, Jutte, Jütte, Ita, Ite
- słoweński – Judita
- włoski – Giuditta.

## Osoby o imieniu Judyta
- Judyta z Disibodenbergu (ok. 1090–1136) – błogosławiona katolicka, mniszka i benedyktynka
- Judyta Wratysławówna – córka króla Czech, Wratysława II, druga żona Władysława Hermana,
- Judyta Maria Szwabska – córka cesarza Henryka III, trzecia żona Władysława Hermana,
- Judyta Turyńska – królowa czeska, druga żona Władysława II Przemyślidy,
- Judyta Bolesławówna – córka Bolesława Krzywoustego,
- Judyta Mieszkówna – córka Mieszka III Starego,
- Judyta mazowiecka – córka Konrada I mazowieckiego,
- Judyta Gejzówna – domniemana córka Gejzy,
- Judith Butler – działaczka feministyczna
- Judith Krantz – pisarka
- Judith Rakers – niemiecka dziennikarka
- Giuditta Pasta – włoska śpiewaczka operowa
- Judit Polgár – węgierska szachistka.